# Anatoma boucheti
Anatoma boucheti is een slakkensoort uit de familie van de Anatomidae. De wetenschappelijke naam van de soort is voor het eerst geldig gepubliceerd in 2008 door Geiger & Sasaki.